# Schiermonnikoog (wieś)
Schiermonnikoog (fryz. Skiermûntseach) – wieś w gminie Schiermonnikoog w prowincji Fryzja. Miejscowość liczy 947 mieszkańców i jest największa na wyspie Schiermonnikoog. Jest także siedzibą gminy o tej samej nazwie.